# أفا إنفلاس (إد بنيران)
أفا إنفلاس هو دُوَّار يقع بجماعة تيغيرت، إقليم سيدي إفني، جهة كلميم واد نون في المملكة المغربية. ينتمي الدوّار لمشيخة إد بنيران التي تضم 34 دوار. يقدر عدد سكانه بـ 215 نسمة حسب الإحصاء الرسمي للسكان والسكنى لسنة 2004.

## روابط خارجية
- البوابة الوطنية للجماعات الترابية
- المندوبية السامية للتخطيط